# 坎亞韋茨山
46°21′36.392″N 13°48′38.578″E / 46.36010889°N 13.81071611°E

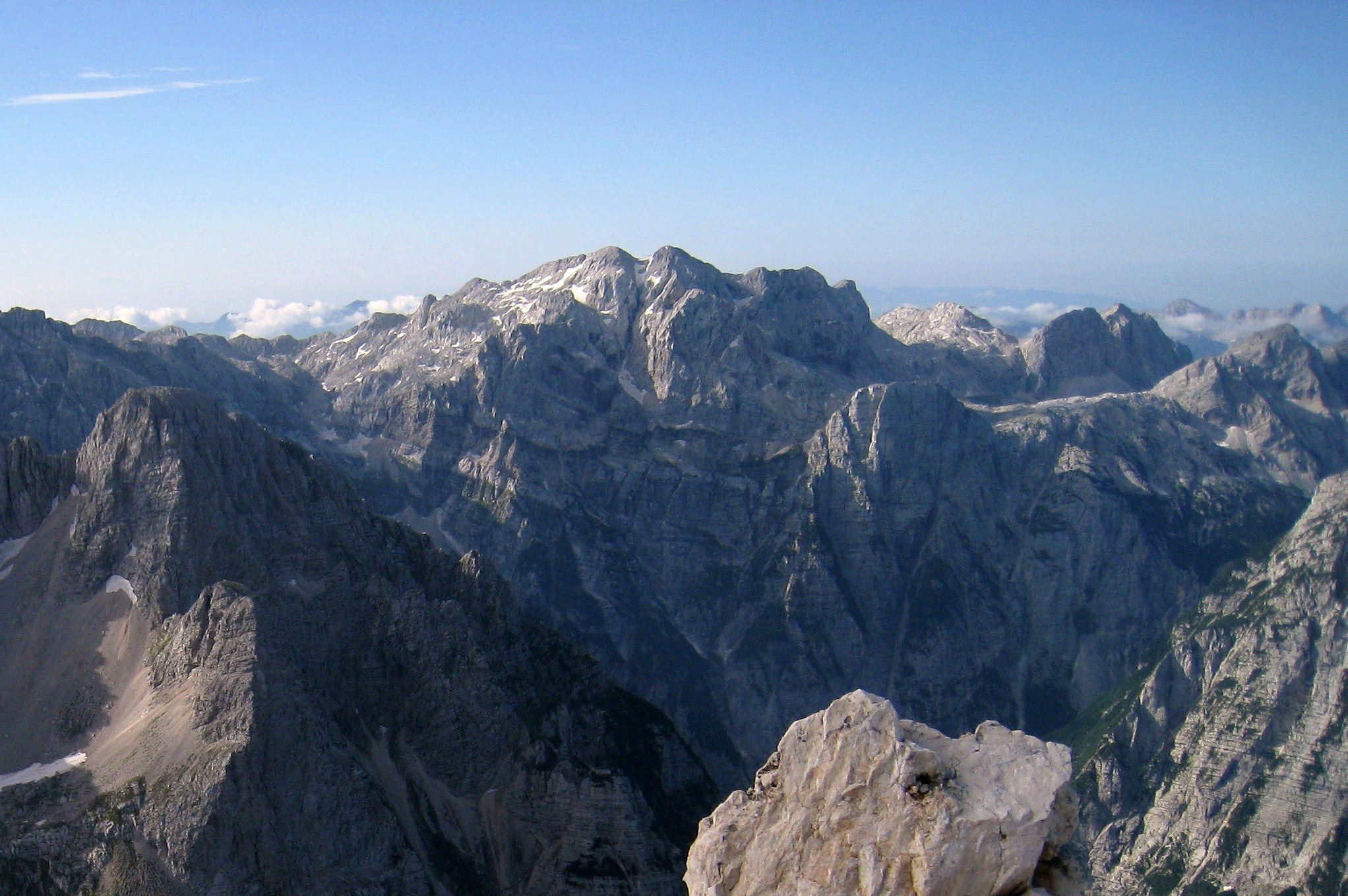

坎亞韋茨山，是斯洛文尼亞的山峰，位於該國西北部，屬於朱利安阿爾卑斯山脈的一部分，海拔高度2,569米，每年平均降雨量2,482毫米，人類在1877年8月18日首次登頂。